# Kuvasz
Der Kuvasz ist eine von der FCI anerkannte ungarische Hunderasse (Gruppe 1, Sektion 1, Standard Nr. 54).

## Herkunft und Geschichtliches
Der Name Kuvasz stammt, wie die Hunde ursprünglich auch, aus dem türkisch-asiatischen Raum von dem Wort Kawass oder Kawash, das so viel wie bewaffneter Sicherheitswächter oder Bogenschütze heißt. Bei Ausgrabungen im alten Sumer fand man Tontäfelchen, auf denen neben ökonomischen Aufzeichnungen auch ähnliche Hunde abgebildet und mit KU-AS-SA bezeichnet sind.
Kuvaszähnliche Hunde waren wahrscheinlich schon zur Zeit der ersten großen Völkerwanderung, beginnend mit dem Hunneneinfall ins Land der Ostgoten im Jahre 375 n. Chr., Begleiter der Magyaren. Es gibt auch eine Theorie, wonach der Kuvasz zu der Zeit in Ungarn erschienen ist, als die Kyptschaken (Kumanen) im Magyarentum aufgegangen sind (13. Jahrhundert). Aufzeichnungen gibt es aus der Zeit von König Matthias (Matthias Corvinus, 1458–1490), aus denen ersichtlich ist, dass der Kuvasz zu Wolfs- und Bärenjagden des Hofes verwendet wurde und seine besten Exemplare im Kreise des Hochadels gegenseitig als Geschenke dienten. Die moderne Forschung hat die enge Verwandtschaft des Kuvasz zur Tibetdogge und über sie die Herkunft von den Molossern bestätigt. Um die Wölfe, Bären, Raubkatzen und Räuber erfolgreich von den Herden fernzuhalten, waren Mut, Klugheit, Kraft, körperliche Gewandtheit und Zähigkeit Voraussetzung, denn ohne dies gab es kein Überleben.

## Beschreibung
Der Kuvasz ist mit seinen bis zu 76 cm Widerristhöhe und bis zu 62 kg Gewicht ein beeindruckender Hund. Neben dem ausdrucksvollen Gesicht fällt der Kuvasz auch durch sein starkes, muskulöses, dennoch elegantes und damit harmonisches Gesamtbild auf. Das Haarkleid ist in aller Regel weiß und zumeist gewellt bis lockig. Auffallend sind auch die dunklen, wachsamen Augen sowie die schwarze Pigmentierung an Nase und Lefzen.

## Verwendung
Der Kuvasz ist ein ungarischer Hirtenhund, spezialisiert als Herdenschutzhund.
Wer sich von dem Bild des „weißen Riesen“ beeindruckt zeigt und ihn hauptsächlich deswegen anschaffen will, ist nicht gut beraten. Als Herdenschutzhund ist der Kuvasz eher ein selbständig agierender Wachhund. Diese Rasse hat Temperament und entwickelt sich am besten da, wo ihr natürlicher Instinkt des Wachens und Schützens nicht brach liegen muss. Ideal als Revier ist ein Haus mit Gartengrundstück, welches er bewachen kann.
Unter erfahrener Anleitung kann man mit dem Kuvasz die Begleithundprüfung ablegen. Er zeigt sich bei entsprechend einfühlsamer, geduldiger Ausbildung manchmal sogar als begabter Fährten- und Rettungshund, wird jedoch niemals den sprichwörtlichen Gehorsam zum Beispiel eines deutschen Schäferhundes zeigen, dazu ist er zu eigenwillig. Eine Schutzhundeausbildung und -prüfung ist gerade wegen dieses Charakterzugs auch nicht zu empfehlen. Den Kuvasz zeichnet eine hohe Reizschwelle aus. Wichtig ist es, ihn von Anfang an Kontakte mit anderen Menschen und Hunden aufnehmen zu lassen, er wird dadurch umgänglicher und freundlicher nach außen, ohne dass seine Wachsamkeit darunter leiden wird. Er ist sehr ausdauernd und hat Freude, wenn es kühl ist, neben dem Fahrrad zehn bis 15 km zu laufen, bei entsprechendem Training auch mehr. 

## Gesundheit
Der Kuvasz erkrankt häufiger an einer Hypothyreose (Schilddrüsenunterfunktion).

## Rechtslage
Der Kuvasz steht im Schweizer Kanton Tessin auf der Rasseliste der potentiell gefährlichen Hunderassen, die Haltung ist dort bewilligungspflichtig.